# Championnat de France de rugby à XIII 2018-2019
Navigation
Édition précédente Édition suivante
Le Championnat de France de rugby à XIII 2018-19 ou Élite 1 2018-2019 est la 81e édition de la plus importante compétition de rugby à XIII en France. Le calendrier de la compétition s'étend du 24 novembre 2018 au 30 juin 2019.
Organisé sous l'égide de la Fédération française de rugby à XIII, le championnat est composé de dix équipes participantes avec les mêmes équipes participantes que la saison précédente. Le championnat se décompose en deux phases. Une première phase où les équipes se rencontrent lors d'une phase de saison régulière où s'affrontent sur deux rencontres chacune des équipes avec en plus la mise en place d'une journée supplémentaires appelée « Magic Week-End » lors de la dix-huitième journée, déterminant les clubs participant à la phase finale, puis une seconde phase à élimination directe pour se ponctuer par une finale en match unique le 30 juin 2019. Enfin pour les équipes participantes, le championnat est entrecoupé par la Coupe de France.
Par ailleurs, deux clubs français sont représentés par leur équipes réserves dans ce championnat, le Saint-Estève XIII Catalan pour les Dragons Catalans qui évoluent en Super League, et le Toulouse olympique élite pour le Toulouse olympique XIII qui évoluent en Championship.
L'A.S. Carcassonne remporte la première phase et revêt le rôle de favori au titre, mais est surpris en finale par le Saint-Estève XIII Catalan qui s'impose 32-24 devant près de 3 000 spectateurs. Il s'agit du premier titre de l'histoire du Saint-Estève XIII Catalan depuis qu'il est une équipe réserve, la précédente entité devenue les Dragons Catalans avaient remporté le Championnat en 2005.

## Liste des équipes en compétition
| \| Albi RL SO Avignon AS Carcassonne FC Lézignan XIII Limouxin Saint-Estève XIII catalan Toulouse olympique élite Villeneuve RL Palau XIII RC Saint-Gaudens \| Clubs évoluant dans le Championnat de France en 2017-2018. |
| Albi RL SO Avignon AS Carcassonne FC Lézignan XIII Limouxin Saint-Estève XIII catalan Toulouse olympique élite Villeneuve RL Palau XIII RC Saint-Gaudens                                                                  |

Les dix mêmes équipes participent cette saison au championnat de France de première division. Huit équipes sont localisées en région Occitanie, les deux autres étant situées à moins de 20 kilomètres de ses frontières.
Il n'y a plus de match nul depuis la saison 2016-2017 puisqu'en cas d'égalité à la fin d'un match, une prolongation au point en or est disputée.
Le Championnat maintient sa formule de la saison précédente, à savoir la présence de dix clubs avec matchs aller-retour et la mise en place d'une journée supplémentaires appelée « Magic Week-End » lors de la dix-huitième journée. Le Championnat débute en novembre 2018 pour se clore fin juin 2019. Mais sa première journée est perturbée par le mouvement des Gilets jaunes, en conséquence deux matchs seulement sont joués : Lezignan bat Carcassonne à domicile sur le score de 29 à 22, et dans le derby midi-pyrénéen, Saint-Gaudens est battu par Villeneuve-sur-Lot (20-22), les autres matchs sont reportés aux 16 et 17 février 2019.
| Club                      | Dernière montée | Budget 2018-19 | Classement en 2018 | Entraîneur(s)                   | Stade                | Capacité          |
| ------------------------- | --------------- | -------------- | ------------------ | ------------------------------- | -------------------- | ----------------- |
| Albi R.L.                 | 2015            | 400 000 €      | Barragiste         | Éric Anselme → Joris Canton     | Stade Mazicou        | +01 500,          |
| S.O. Avignon              | 2008            | 400 000 €,     | Champion           | Renaud Guigue Lucien De Macedo  | Parc des Sports      | +17 518,          |
| A.S. Carcassonne          | 2000            | 550 000 €      | Barragiste         | Patrick Albérola Frédéric Camel | Stade Albert-Domec   | +10 000,          |
| F.C. Lézignan             | 1992            | 800 000 €      | Demi-finaliste     | Nicolas Manessi                 | Stade du Moulin      | En reconstruction |
| XII Limouxin              | 1996            | 450 000 €      | finaliste          | Maxime Grésèque                 | Stade de l'Aiguille  | +03 500,          |
| Palau XIII                | 2013            | 250 000 €,     | 8e                 | Olivier Elima                   | Stade Georges Vaills | +03 000,          |
| Saint-Estève XIII Catalan | 2000            | 650 000 €,     | Demi-finaliste     | Benoît Albert                   | Stade municipal      | +05 000,          |
| R.C. Saint-Gaudens        | 2016            | 300 000 €,     | 7e                 | Gilles Dumas                    | Stade Jules-Ribet    | +04 000,          |
| Toulouse olympique élite  | 2015            | - €            | 10e                | Julien Gérin                    | Stade Struxiano      | +01 500,          |
| Villeneuve R.L.           | 1934            | 410 000 €,     | 9e                 | Julien Rinaldi                  | Stade Max-Rousié     | +01 434,          |

## Format
Le calendrier est composé de deux phases :

### Première phase: saison régulière
Chaque équipe rencontre toutes les autres en matchs aller-retour. Ainsi, à l'issue de la saison régulière, chaque équipe a disputé dix-neuf matchs dont trois face à l'équipe affrontée lors du Magic Weekend.

### Deuxième phase: éliminatoires
À l'issue de la saison régulière, les six premiers de la saison régulière se qualifient pour la phase à élimination directe. Troisième et sixième d'une part et quatrième et cinquième d'autre part s'affrontent en barrage. Les gagnants de ces rencontres, disputées sur un match sec, rejoignent le vainqueur de la phase régulière et son dauphin en demi-finale. La vainqueur de la finale qui suit est sacré champion de France de rugby à XIII et reçoit à cet égard le bouclier Max-Rousié.

## Déroulement de la compétition

### Classement de la première phase
| Rang | Club                      | J  | V  | N | D  | Bo | Bd | Pm  | Pe  | Diff | Pts |
| ---- | ------------------------- | -- | -- | - | -- | -- | -- | --- | --- | ---- | --- |
| 1    | A.S. Carcassonne          | 19 | 14 | 0 | 5  | 0  | 6  | 588 | 364 | +224 | 48  |
| 2    | Saint-Estève-XIII Catalan | 19 | 14 | 0 | 5  | 0  | 3  | 608 | 440 | +168 | 45  |
| 3    | F.C. Lézignan             | 19 | 12 | 0 | 7  | 0  | 6  | 577 | 409 | +168 | 42  |
| 4    | XIII Limouxin             | 19 | 13 | 0 | 6  | 0  | 3  | 512 | 400 | +112 | 42  |
| 5    | Albi R.L.                 | 19 | 12 | 0 | 7  | 0  | 3  | 561 | 457 | +104 | 39  |
| 6    | Villeneuve R.L.           | 18 | 10 | 0 | 8  | 0  | 6  | 472 | 442 | +30  | 36  |
| 7    | Palau XIII                | 19 | 5  | 0 | 14 | 0  | 11 | 492 | 583 | -91  | 26  |
| 8    | S.O. Avignon              | 19 | 6  | 0 | 13 | 0  | 7  | 365 | 577 | -212 | 25  |
| 9    | R.C. Saint-Gaudens        | 19 | 5  | 0 | 14 | 0  | 4  | 388 | 608 | -220 | 19  |
| 10   | Toulouse olympique élite  | 19 | 4  | 0 | 15 | 0  | 5  | 421 | 704 | -283 | 17  |

|  | Qualifiés pour les demi-finales                      |
|  | Qualifiés pour les barrages d'accès aux demi-finales |

Attribution des points : victoire : 3, défaite par 12 points d'écart ou moins : 1 (point bonus), défaite par plus de 12 points d'écart : 0.
En cas d'égalité du nombre de points de classement, c'est la différence de points particulière qui s'obtient en soustrayant du cumul des points des scores marqués par l'équipe, le cumul des points des scores qu'elle a 
encaissés contre l'équipe avec laquelle elle se trouve à égalité dans la compétition.

#### Tableau synthétique des résultats
L'équipe qui reçoit est indiquée dans la colonne de gauche.
| Clubs                     | ALB   | AVI   | CAR   | LÉZ   | LIM   | PAL   | STE   | STG   | TOU   | VIL   |
| ------------------------- | ----- | ----- | ----- | ----- | ----- | ----- | ----- | ----- | ----- | ----- |
| Albi                      |       | 47-4  | 36-24 | 28-24 | 36-24 | 26-27 | 18-42 | 26-10 | 8-34  | 30-16 |
| Avignon                   | 22-34 |       | 26-22 | 10-36 | 28-32 | 12-24 | 16-54 | 40-18 | 22-16 | 12-20 |
| Carcassonne               | 22-8  | 16-19 |       | 34-26 | 19-18 | 20-0  | 18-20 | 44-24 | 50-4  | 30-16 |
| Lézignan                  | 10-20 | 28-20 | 29-22 |       | 34-4  | 58-43 | 36-10 | 34-6  | 48-28 | 20-44 |
| Limoux                    | 26-16 | 48-10 | 14-31 | 22-16 |       | 30-14 | 22-20 | 42-12 | 42-22 | 20-12 |
| Palau-del-Vidre           | 38-42 | 32-16 | 40-46 | 4-42  | 16-20 |       | 24-32 | 14-24 | 30-36 | 16-20 |
| Saint-Estève XIII catalan | 42-24 | 56-22 | 12-36 | 24-30 | 46-18 | 36-24 |       | 24-20 | 38-30 | 34-22 |
| Saint-Gaudens             | 18-48 | 38-14 | 10-40 | 26-24 | 26-36 | 24-44 | 26-28 |       | 20-16 | 20-22 |
| Toulouse élite            | 10-54 | 6-30  | 22-60 | 20-50 | 12-56 | 35-26 | 10-50 | 46-10 |       | 26-48 |
| Villeneuve-sur-Lot        | 40-8  | 20-10 | 18-24 | 30-14 | 12-24 | 40-34 | 14-18 | 24-32 | 30-18 |       |

|  | Victoire à domicile |  | Match nul |  | Défaite à domicile |

Magic Week-end
samedi 13 et dimanche 14 avril 2019 à Carcassonne
| Toulouse                  | 30 | 31 | Avignon       |
| Palau                     | 42 | 24 | Saint-Gaudens |
| Lézignan                  | 18 | 14 | Limoux        |
| Villeneuve-sur-Lot        | 24 | 52 | Albi          |
| Saint-Estève XIII Catalan | 22 | 30 | Carcassonne   |

#### Détails des résultats
Les points marqués par chaque équipe sont inscrits dans les colonnes centrales. Les points de bonus sont symbolisés par une bordure orange (défaite par moins de douze points d'écart).

### Phase finale
|  | Quarts-de-finale 15-16 juin 2019 | Quarts-de-finale 15-16 juin 2019 |               |    | Demi-finales 22-23 juin 2019 | Demi-finales 22-23 juin 2019 |  |  | Finale 29-30 juin 2019 | Finale 29-30 juin 2019 |
|  | Quarts-de-finale 15-16 juin 2019 | Quarts-de-finale 15-16 juin 2019 |               |    | Demi-finales 22-23 juin 2019 | Demi-finales 22-23 juin 2019 |  |  | Finale 29-30 juin 2019 | Finale 29-30 juin 2019 |
|  |                                  |                                  |               |    |                              |                              |  |  |                        |                        |
|  | Stade de l'Aiguille, à Limoux    |                                  |               |    |                              |                              |  |  |                        |                        |
|  |                                  |                                  |               |    |                              |                              |  |  |                        |                        |
|  | A.S. Carcassonne                 | 20                               |               |    |                              |                              |  |  |                        |                        |
|  | A.S. Carcassonne                 | 20                               | XIII Limouxin | 26 |                              |                              |  |  |                        |                        |
|  | XIII Limouxin                    | 16                               | XIII Limouxin | 26 |                              |                              |  |  |                        |                        |
|  | XIII Limouxin                    | 16                               | Albi R.L.     | 24 |                              |                              |  |  |                        |                        |
|  |                                  |                                  | Albi R.L.     | 24 | A.S. Carcassonne             | 24                           |  |  |                        |                        |
|  | Stade du Moulin, à Lézignan      |                                  |               |    | A.S. Carcassonne             | 24                           |  |  |                        |                        |
|  |                                  | Saint-Estève XIII Catalan        | 32            |    |                              |                              |  |  |                        |                        |
|  | F.C. Lézignan                    | Saint-Estève XIII Catalan        | 32            | 35 |                              |                              |  |  |                        |                        |
|  | F.C. Lézignan                    | Saint-Estève XIII Catalan        | 38            | 35 |                              |                              |  |  |                        |                        |
|  | Villeneuve R.L.                  | Saint-Estève XIII Catalan        | 38            | 20 |                              |                              |  |  |                        |                        |
|  | Villeneuve R.L.                  | F.C. Lézignan                    | 18            | 20 |                              |                              |  |  |                        |                        |
|  |                                  | F.C. Lézignan                    | 18            |    |                              |                              |  |  |                        |                        |

### Quarts de finale

#### Limoux - Albi
(mt : 8 - 12)
Points marqués :
- Limoux : 5 essais de Lasvenes (5e), M. Péault (23e), Noki (45e), Mayans (54e) et Rouch (72e) ; 2 transformations de Toreilles (45e) et Murcia (68e), 1 péanlité de Murcia (68e), 1 carton jaune de Liauzun, , 1 carton rouge de B. Vergniol
- Albi : 4 essais de Ballinger (9e, 68e), Pedrero (12e), Mazars (77e) ; 4 transformations de Fabre (9e, 12e, 68e, 77e), 1 carton jaune de Deburghgraeve

Évolution du score : 
Arbitre : MM. Casty et Vergnes
Spectateurs : 
Composition des équipes :
- Limoux : Lasvenes - Bourrel, Puso, Mayans, M. Péault - Torreilles, Murcia - Hérold (c),  Teixido, Barbaza, B. Vergniol, L. Vergniol, Rouch - Liauzun, Kriouache, Mickalezyk, Noki,  - Entraîneur : Grésèque
- Albi: Cancé - Pedrero, Lescouzères, Guinguet, Deburghgraeve - Fabre, Grant - Estruga, Cariven, Rodrigues, Ballinger, Dupuy, Garcia - Ousty, Uele, Molinier, Mazars - Entraîneur : Canton

#### Lézignan - Villeneuve-sur-Lot
(mt : 22 - 10)
Points marqués :
- Lézignan : 6 essais de Tort (3e), Ferret (19e), Stacul (33e et 69e), Albert (39e) et Benausse (73e) ; 5 transformations de Cardace ; 1 drop de Miloudi (79e)
- Villeneuve-sur-Lot : 4 essais de Maria (13e), Carrasco (22e et 54e et Brioux (64e) ; 2 transformations de Decarnin

Évolution du score : 
Arbitre : M. Mohamed Drizza et M. Delarose
Spectateurs : 
Composition des équipes :
- Lézignan : Miloudi - Cardace, Stacul, Gregorius, Tort - Ferret, Lacans - Tisseyre, Benausse, Fakir, Leary, Albert, Tribillac - Bousquet, Tualima, Amila, Costes - Entraîneur : Manessi
- Villeneuve-sur-Lot : Bachoukh - Ugaia, Nicolas, Decarnin, Carrasco - Villegas, Godinet - Calic, Gautier, Masselot, Dubertrand, Maria, Nikolic - Lafolafo, Brioux, Lasvenes, Hermosilla - Entraîneur : Rinaldi

### Demi-finales

#### Carcassonne - Limoux
(mt : 8 - 6)
Points marqués :
- Carcassonne : 4 essais de Canet (5e), Franco (50e), Tumusa (77e) et Djalout (82e) ; 1 transformation d'Albérola (5e); 1 pénalité d'Albérola  (17e)
- Limoux : 1 essai de Lasvenes (66e) ; 1 transformation de Murcia (66e) ; 5 pénalités de Murcia (20e, 35e, 38e, 54e et 59e)

Évolution du score : 
Arbitre : M. Mohamed Drizza et M. Benjamin Casty
Spectateurs : 800
Composition des équipes :
- Carcassonne : Soubeyras - A. Escamilla, Tumusa, V. Albert, Lo - Franco, A. Albérola - Sabri, Agullo, Canet, Baile (c), Djalout, Khedimi - Soum, Zava, Tétart, Anderson - Entraîneur : P. Albérola
- Limoux : Lasvenes - Garrouste, Mayans, Puso, M. Péault - Torreilles, Murcia - Barbaza, Teixido, Hérold (c), L. Vergniol, Torrès, Rouch - Kriouache, Yésa, Noki, Liauzun - Entraîneur : Grésèque

#### Saint-Estève- XIII Catalan - Lézignan
(mt : 20 - 12)
Points marqués :
- Saint-Estève XIII Catalan : 7 essais de Romano (9e, 21e), Brochon (17e, 68e), Pomeroy (29e), R. Franco (56e, 78e) ; 3 transformatons de Guasch (17e, 68e, 78e) ; 3 pénalités de Guasch (13e, 43e).
- Lézignan : 3 essais de Tribillac (3e), Bousquet (36e), Miloudi (67e) ; 3 transformatons de Cardace(3e, 36e, 67e).

Évolution du score : 0-6, 4-6, 6-6, 12-6, 16-6, 20-6, 20-12, 22-12, 26-12, 26-18, 32-18, 38-18
Arbitre : M. Delarose et M. Vincent
Spectateurs : 1 400
Composition des équipes :
- Saint-Estève XIII Catalan : Brochon - R. Franco, Pomeroy, Romano, Ambert - Guasch, Mourgue - Cozza,  Meresta-Doucet, Bartès, Séguier, Perez, Margalet - Salabio, Le Cam, Zafra, Bled - Entraîneur : B. Albert

- Lézignan : Miloudi - Cardace, Gregorius, Stacul (c), Tort - Ferret, Lacans - Fakir, Benausse, Tisseyre, Leary, Albert, Tribillac - Bousquet, Costes, Amila, Tualima - Entraîneur : Manessi

Les deux équipes se sont opposés à deux reprises cette saison pour deux victoires de Lézignan. Saint-Estève XIII Catalan est encore frustré de la demi-finale de la saison 2018 qu'il perd sur tapis vert contre Avignon et désire cette fois-ci tourner la page. Deux semaines après leur finale de Coupe de France perdue contre Carcassonne, il a l'occasion de se qualifier pour une nouvelle finale. Lézignan, sorti vainqueur de son match de barrage contre Villeneuve-sur-Lot et toujours présent au moins en demi-finale du Championnat depuis plus de dix ans, est dans la peau d'un outsider. La rencontre se déroule sous une chaleur étouffante, et Lézignan marque en premier par l'intermédiaire de Tribillac. Toutefois, Saint-Estève XIII catalan impose rapidement son rythme et grâce à un gros pressing défensif domine la première mi-temps avec quatre essais (Romano deux fois, Brochon et Pomeroy) à deux (Bousquet inscrivant un essai pour Lézignan juste avant la mi-temps) et mène 20-12 à la pause. Mieux physiquement, Saint-Estève XIII Catalan contrôle en seconde période le match et marque trois essais auxquels répond Miloudi en fin de match pour une victoire finale 38-18.

### Finale
(mt : 22 - 4)
Homme du match : 
Points marqués :
- Carcassonne : 4 essais d'Anderson (7e), V. Albert (15e), L. Franco (27e), A. Escamilla (30e) ; 3 transformations de A. Albérola (15e, 27e et 30e) ; 1 pénalité de A. Albérola (61e) ; 2 cartons jaune d'Agullo (65e) et  Djalout (79e)
- Saint-Estève XIII Catalan : 5 essais de Pomeroy (25e), Séguier (41e), Mourgue (42e), Perez (50e), Meresta-Doucet (68e) ; 4 transformations de Guasch (41e), Brochon (42e, 50e et 68e) ; 2 pénalités de Brochon (55e et 73e) ; 2 cartons jaune de Bartès (50e) et Salabio (79e)

Évolution du score : 4-0, 10-0, 10-4, 16-4, 22-4, 22-10, 22-16, 22-22, 22-24, 24-24, 24-30, 24-32
Arbitre : M. Kevin Delarose et M. Stéphane Vincent
Spectateurs : 3 034
Composition des équipes :
- Carcassonne : Tumusa - A. Escamilla, V. Albert, Anderson, Soubeyras - L. Franco, A. Albérola - Sabri, Agullo, Canet, Baile (c), Djalout, Khedimi - Soum, Tétart, Zava, Rouanet - Entraîneur : P. Albérola
- Saint-Estève XIII Catalan : Brochon - R. Franco, Ambert, Pomeroy, Martin - Guasch, Mourgue - Cozza,  Meresta-Doucet, Bartès, Séguier, Perez, Margalet - Bled, Zafra, Belmas, Salabio - Entraîneur : B. Albert

La finale est diffusée en direct sur la chaîne ViàOccitanie.
Cette finale est présentée comme une revanche des Catalans contre les Carcassonnais, qui les avait battus en Coupe de France quelques semaines auparavant.
Celle-ci suit un scénario très particulier : Carcassonne fait intégralement le jeu en première mi-temps,  face à des catalans qui semblent complètement brisés par la Chaleur. Carcassonne XIII marque ainsi 22 de ses 24 points du match en première mi-temps.
Mais au terme d'une « remontada », ce sont bien les catalans qui remportent le titre ; les essais de Seguier et Mourgue en début de seconde mi-temps relançant complétement Saint-Estève. Arthur Mourgue ayant « été un poison pour les audois », en deuxième mi-temps.

## Bilan du Championnat

### Joueurs en évidence

#### Meilleurs marqueurs d'essais
| Rang | Joueur            | Équipe                    | Essais |
| ---- | ----------------- | ------------------------- | ------ |
| 1    | Romain Franco     | Saint-Estève XIII Catalan | 24     |
| 2    | Nittim Pedrero    | Albi                      | 20     |
| 3    | Alex Grant        | Albi                      | 14     |
| 4    | Julien Bernard    | Palau                     | 13     |
| -    | Amine Miloudi     | Lézignan                  | 13     |
| -    | Clément Soubeyras | Carcassonne               | 13     |
| 7    | Garry Lo          | Carcassonne               | 12     |
| 8    | Bernard Gregorius | Lézignan                  | 11     |
| -    | Fabien Flovie     | Palau                     | 11     |
| -    | Jordan Flovie     | Saint-Estève XIII Catalan | 11     |
| -    | Saia Tanginoa     | Avignon                   | 11     |
| -    | Brad Wall         | Saint-Gaudens             | 11     |
| 13   | Maxence Carrasco  | Villeneuve-sur-Lot        | 10     |
| -    | Jayson Goffin     | Villeneuve-sur-Lot        | 10     |
| -    | Mathieu Mayans    | Limoux                    | 10     |
| -    | Joseph Therond    | Toulouse                  | 10     |

#### Meilleurs scoreurs
| Rang | Joueur            | Équipe                    | Points | Essais | Transf. | Pén. | Drops |
| ---- | ----------------- | ------------------------- | ------ | ------ | ------- | ---- | ----- |
| 1    | Aurélien Decarnin | Villeneuve-sur-Lot        | 154    | 5      | 52      | 15   | 0     |
| 2    | Alexis Albérola   | Carcassonne               | 153    | 4      | 58      | 10   | 1     |
| 3    | Baptiste Fabre    | Albi                      | 149    | 5      | 54      | 10   | 1     |
| 4    | Clément Herrero   | Palau                     | 109    | 4      | 40      | 6    | 1     |
| 5    | Mickaël Murcia    | Limoux                    | 102    | 0      | 43      | 8    | 0     |
| 6    | Romain Franco     | Saint-Estève XIII Catalan | 96     | 24     | 0       | 0    | 0     |
| 7    | Justin Bouscayrol | Toulouse                  | 90     | 1      | 37      | 6    | 0     |
| 8    | Joan Guasch       | Saint-Estève XIII Catalan | 86     | 0      | 41      | 2    | 0     |
| 9    | Bruno Castany     | Palau                     | 84     | 7      | 22      | 6    | 0     |
| -    | Thomas Lucas      | Saint-Gaudens             | 84     | 4      | 28      | 6    | 0     |
| 11   | Olivier Arnaud    | Avignon                   | 82     | 4      | 30      | 3    | 0     |
| 12   | Nittim Pedrero    | Albi                      | 80     | 20     | 0       | 0    | 0     |

## Événements de la saison
La première journée du championnat est perturbée par le mouvement des Gilets jaunes ; puisque seuls deux matchs pourront être joués, les autres reportés au mois de février 2019.
Le vendredi 18 janvier 2019, une sélection des meilleurs joueurs du Championnat de France affronte en match de préparation des Dragons Catalans avant leur entrée en lice en Super League. Dans cette optique, cette sélection appelée « XIII du Président » est réunie sous l'autorité du sélectionneur de l'équipe de France Aurélien Cologni et d'un adjoint Renaud Guigue (entraîneur des Champions de France sortants Avignon). Les joueurs sélectionnés sont issus de huit des dix clubs du Championnat et sont : Lilian Albert, Charles Bouzinac, Damien Cardace, Bernard Gregorius (Lézignan), Arnaud Bartès, Jordan Flovie, Joan Guasch, Thibaud Margalet (Saint-Estève XIII Catalan), Bastien Canet, Bastien Escamilla , Matthieu Khedimi (Carcassonne), Pita Godinet, Jayson Goffin (Villeneuve-sur-Lot), Thomas Lasvenes, Benjamin Vergniol, Valentin Yesa (Limoux), Cyril Moliner (Saint-Gaudens), Romain Pourret et Saia Tanginoa (Avignon). En raison de certaines défections pour raisons médicales ou personnelles tels Bouzinac (blessure à l'épaule), Cardace (blessure à la cuisse), Godinet (accompagnement de sa femme enceinte), Moliner (raisons professionnelles) et Tanginoa (blessure au genou), Aurélien Cologni convoque d'abord John Boudebza (qui renonce finalement pour raisons médicales) puis trois nouveaux joueurs dans l'optique de cette rencontre - Benjamin Tort (Lézignan), Vincent Albert (Carcassonne) et Bruno Castany (Saint-Estève XIII Catalan); ainsi que Jonathan Soum (Carcassonne) et Clément Durandal (Avignon).
En fin de saison, une sélection française participe à une rencontre amicale contre les Dragons Catalans qui se déroule le 18 juin 2019. Les vingt-cinq joueurs appelés sont : William Ousty (Albi), Clément Durandal, Saloty Mendy, Romain Pourret (Avignon), Vincent Albert, Bastien Canet, Bastien Escamilla, Matthieu Khedimi (Carcassonne), Lilian Albert, Charles Bouzinac, Damien Cardace, Thomas Lacans, Benjamin Tort (Lézignan), Thomas Lasvenes, Romain Puso, Benjamin Vergniol, Valentin Yesa (Limoux), Fabien Flovie, Arnaud Bartès, Lambert Belmas, Joan Guasch, Arthur Mourgue, Hugo Salabio, Paul Séguier (Saint-Estève XIII Catalan) et Justin Sangaré (Toulouse Elite).

## Médias
Les rencontres sont commentées en direct sur radio Marseillette, et Midi Olympique en rend compte chaque lundi dans son « édition rouge ». Selon leur pratique, les publications britanniques Rugby League World (mensuel) et Rugby Leaguer & League Express (hebdomadaire) couvrent également le championnat. Les journaux régionaux L'Indépendant et la Dépêche du Midi suivent également la compétition, le fait qu'ils soient bien souvent compris dans les offres d'abonnement « presse  » des fournisseurs d'accès d'internet ou des opérateurs mobiles (kiosque sur smartphone) leur donnant la possibilité d'être lus au-delà de leurs régions d'origine. Le magazine australien Rugby League Review devait également suivre le championnat, a minima en en donnant les résultats. 
Midi Libre devrait, selon son habitude, seulement indiquer les résultats du championnat chaque lundi. Cependant, le 30 novembre 2018, ce quotidien consacre dans sa rubrique « Sports » un article relatant la première journée du championnat et présentant la deuxième journée, alors que généralement il ne traite de rugby à XIII que dans les éditions des villes hébergeant un club connu de rugby à XIII, à la page de la ville correspondante.
Le site internet Treize Mondial couvre de manière exhaustive ce championnat, Planète XIII y consacre de large développements.
La finale est diffusée en direct sur la chaîne ViàOccitanie. Cette finale est précédée par une présentation exceptionnelle dans Midi Olympique, et son « édition verte » du week-end. Deux pages lui sont ainsi consacrées, la mention de la finale étant même faite en « Une  » du Magazine.